# Pimpinella major
Pimpinella major (L.) Huds., 1762, detta comunemente Tragoselino maggiore è una pianta erbacea perenne facente parte della famiglia delle Apiacee.

## Descrizione
Pimpinella major raggiunge i 30–100 cm di altezza. Il fusto è cavo per lo più glabro, ramificato e foglioso.
Le foglie sono verde scuro, lucente, ovato o oblunghe con aspetto piumoso, molto sfrangiate e frequentemente presentano dei puntini; le foglie basali sono picciolate.
L'inflorescenza ha un diametro di 50–60 mm; i fiori sono di norma ermafroditi variano dal bianco al rosa e formano ombrelle con 11-16 raggi.
Il periodo di fioritura va da giugno ad agosto. I frutti sono ovoidali, lunghi 2–3 mm.

## Distribuzione e habitat
Pimpinella major è comune nell'Europa Centrale, Caucaso e si è naturalizzata in Nord America.
Comune in boschi percorsi da incendio, radure, aree erbose, margini di strada, prati e pascoli. Predilige substrati ricchi di nutrienti, specialmente arenarie, e si può trovare da 0 a 2300 metri di quota.

## Tassonomia
- Pimpinella major (L.) Huds. var. rubra Hoppe. ex Mérat

Presenta crescita ridotta e petali rosso intenso. IL fusto è solitamente ramificato alla base, i rami sono brevi e portano una sola ombrella.
- P. m. var. rosea Lindeman
- P. m. var. macrodonta (Pau) O. Bolòs & Vigo
- P. m. var. orientalis (Gouam) Fi. et Paol.
- P. m. var. dissecta (Sprengel) Fi. et Paol.
- P. m. var. bipinnata G. Beck

## Usi
Pimpinella major sono stati utilizzati nella medicina tradizionale Austriaca (tisane, aromatizzare latte o liquori) nel trattare disturbi delle vie respiratorie, febbre, infezioni, raffreddori e influenze.

## Galleria d'immagini

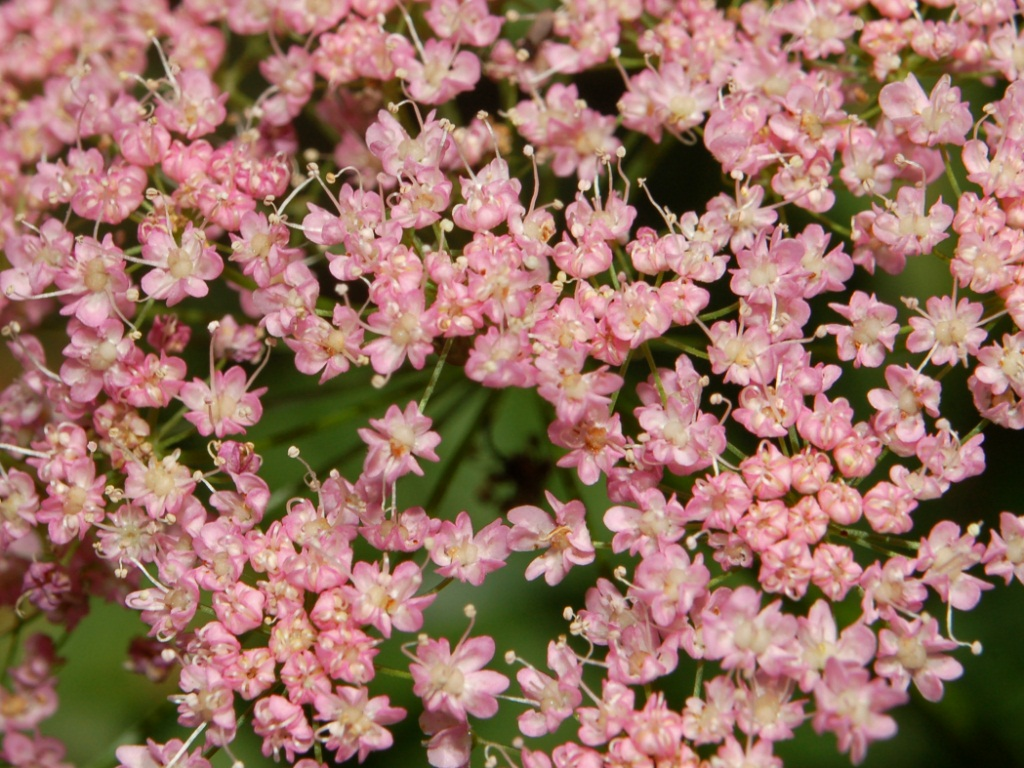
Dettaglio fiore di P. major
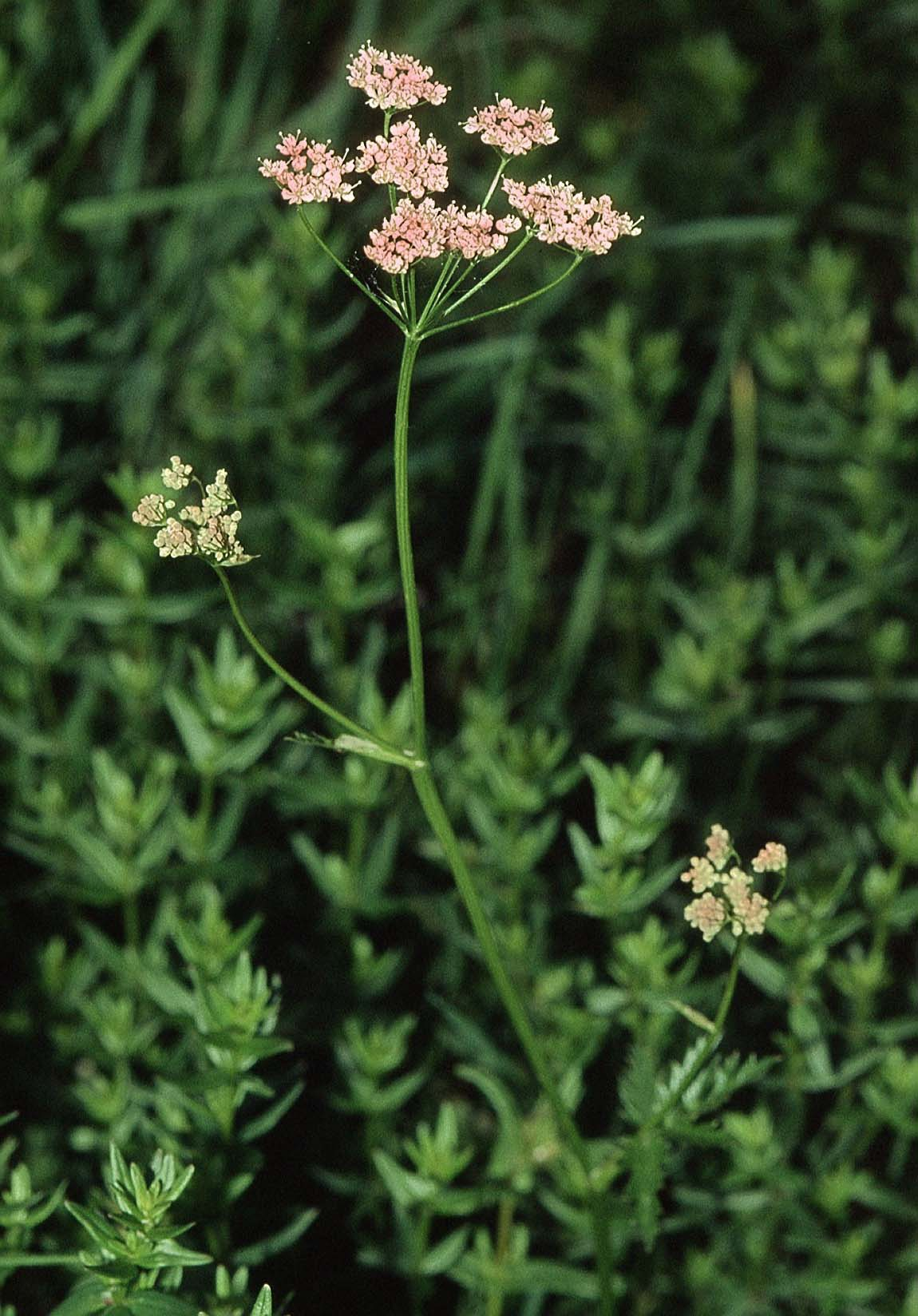
Pimpinella major ssp. rubra
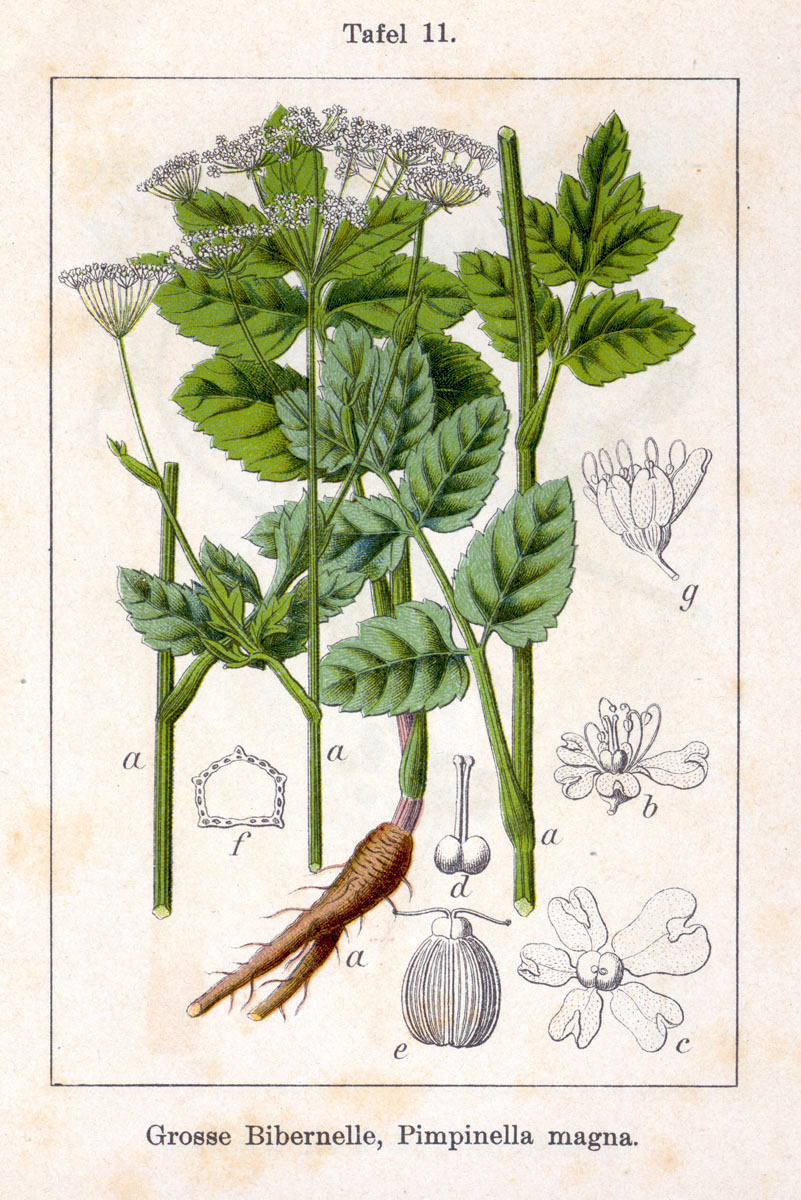
Illustrazione tratta da Deutschlands Flora in Abbildungen, 1796
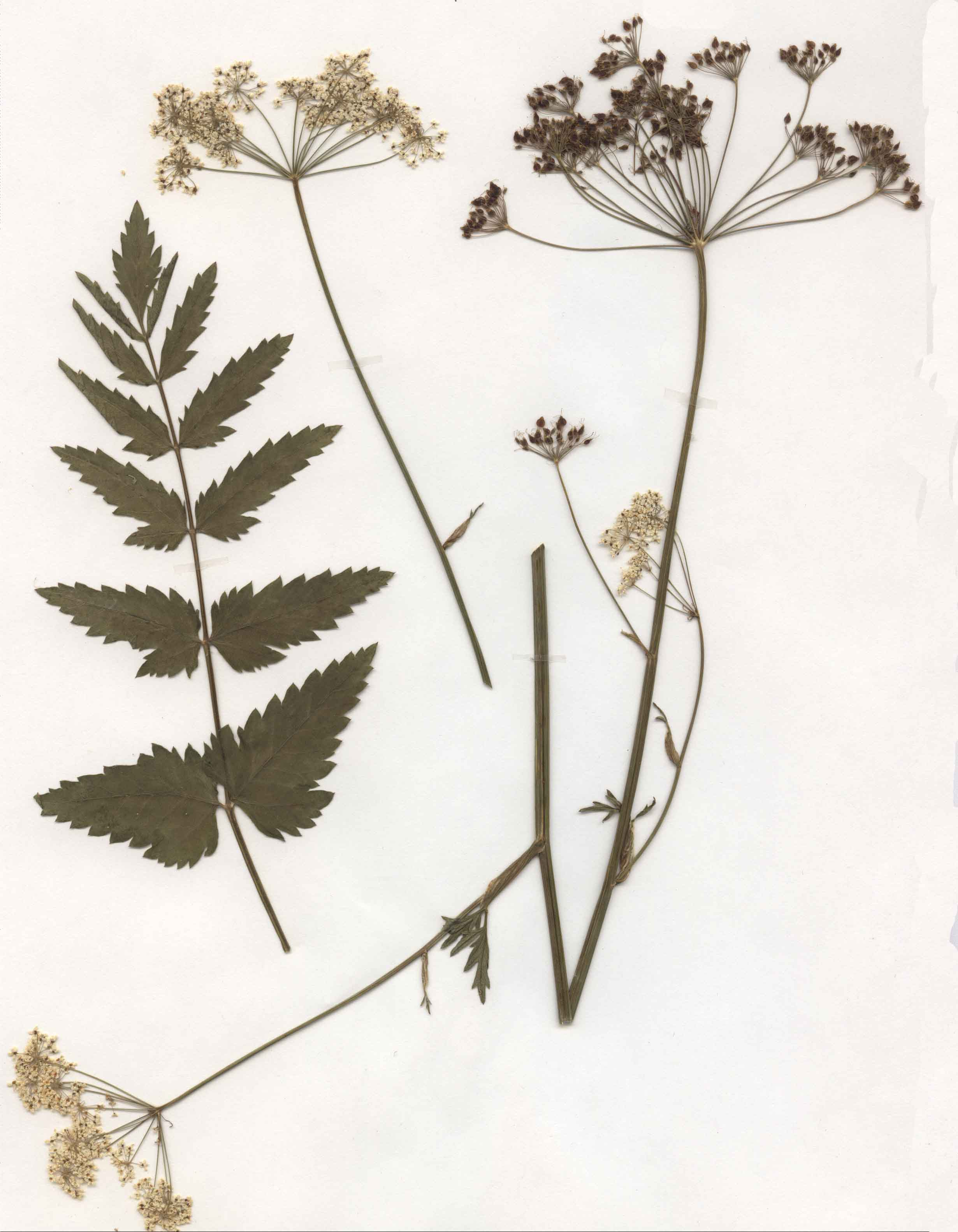
P. major da un erbario
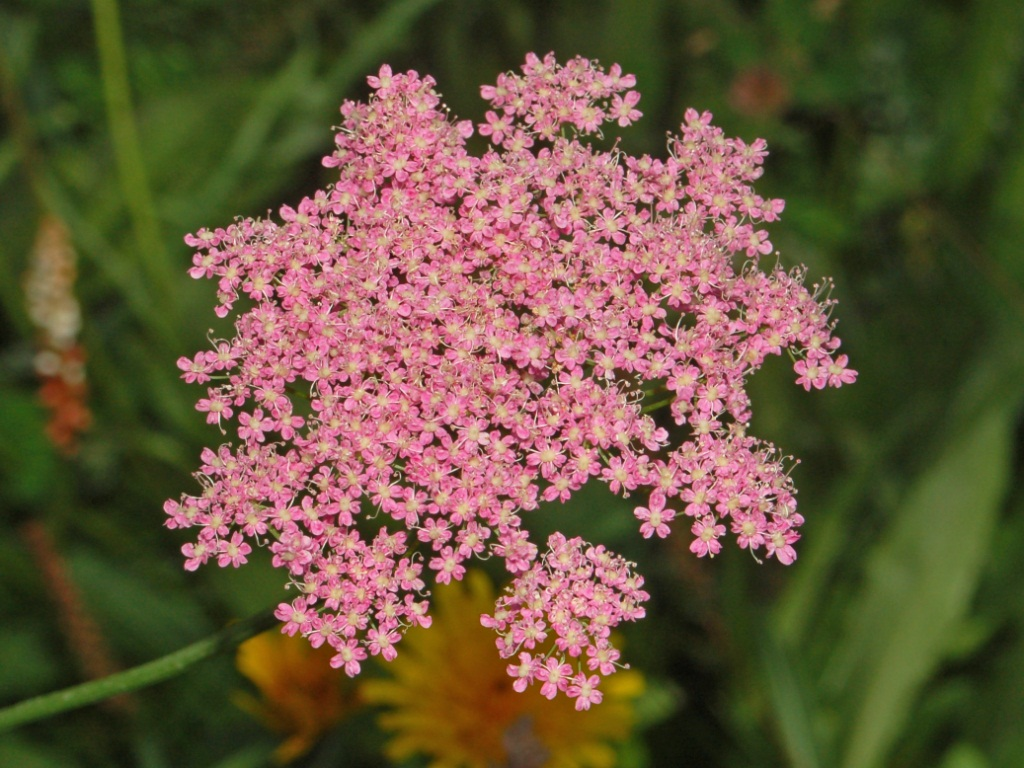
Dettaglio infiorescenza di P. major
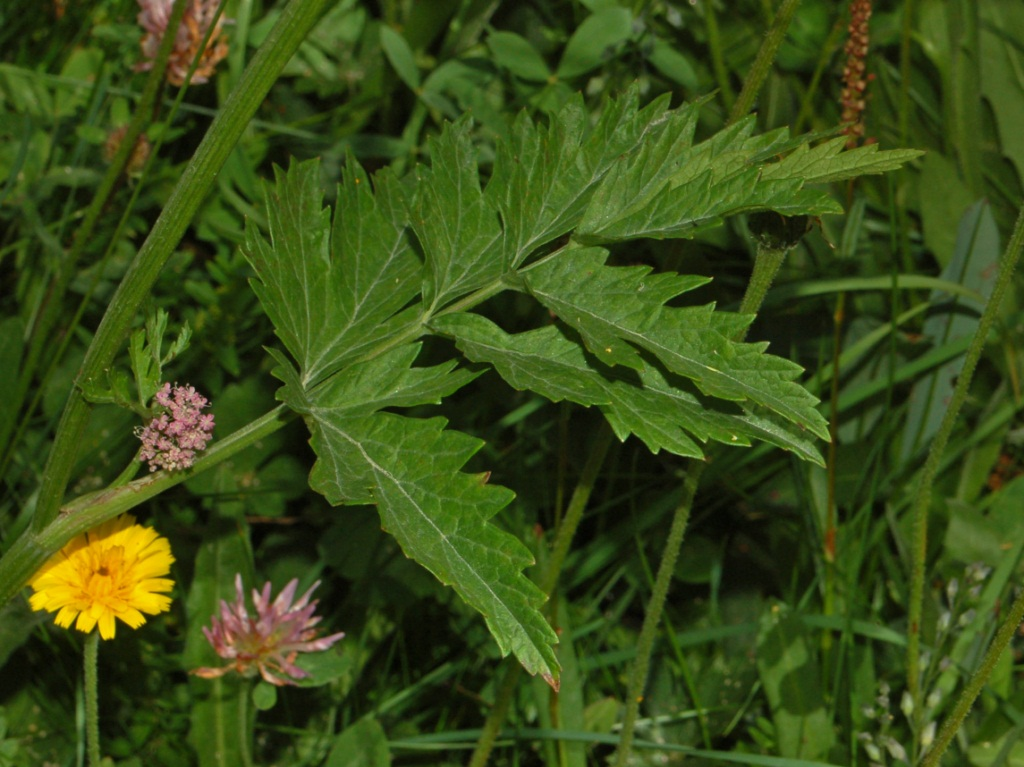
Foglie di P. major